# Helge Larsson
Helge Teodor Larsson (* 25. Oktober 1916 in Västervik; † 19. November 1971 ebenda) war ein schwedischer Kanute.

## Erfolge
Helge Larsson gewann bei den Olympischen Spielen 1936 in Berlin im Zweier-Kajak mit dem Faltboot die Bronzemedaille. Auf der Regattastrecke Berlin-Grünau gehörten er und Tage Fahlborg zu dem insgesamt zwölf Booten umfassenden Teilnehmerfeld der 10.000-Meter-Distanz. In einer Rennzeit von 43:06,1 Minuten überquerten sie als Dritte die Ziellinie, 1:26,1 Minuten hinter siegreichen Deutschen Paul Wevers und Ludwig Landen und 1:00,7 Minuten hinter Viktor Kalisch und Karl Steinhuber aus Österreich.